# Fetească neagră

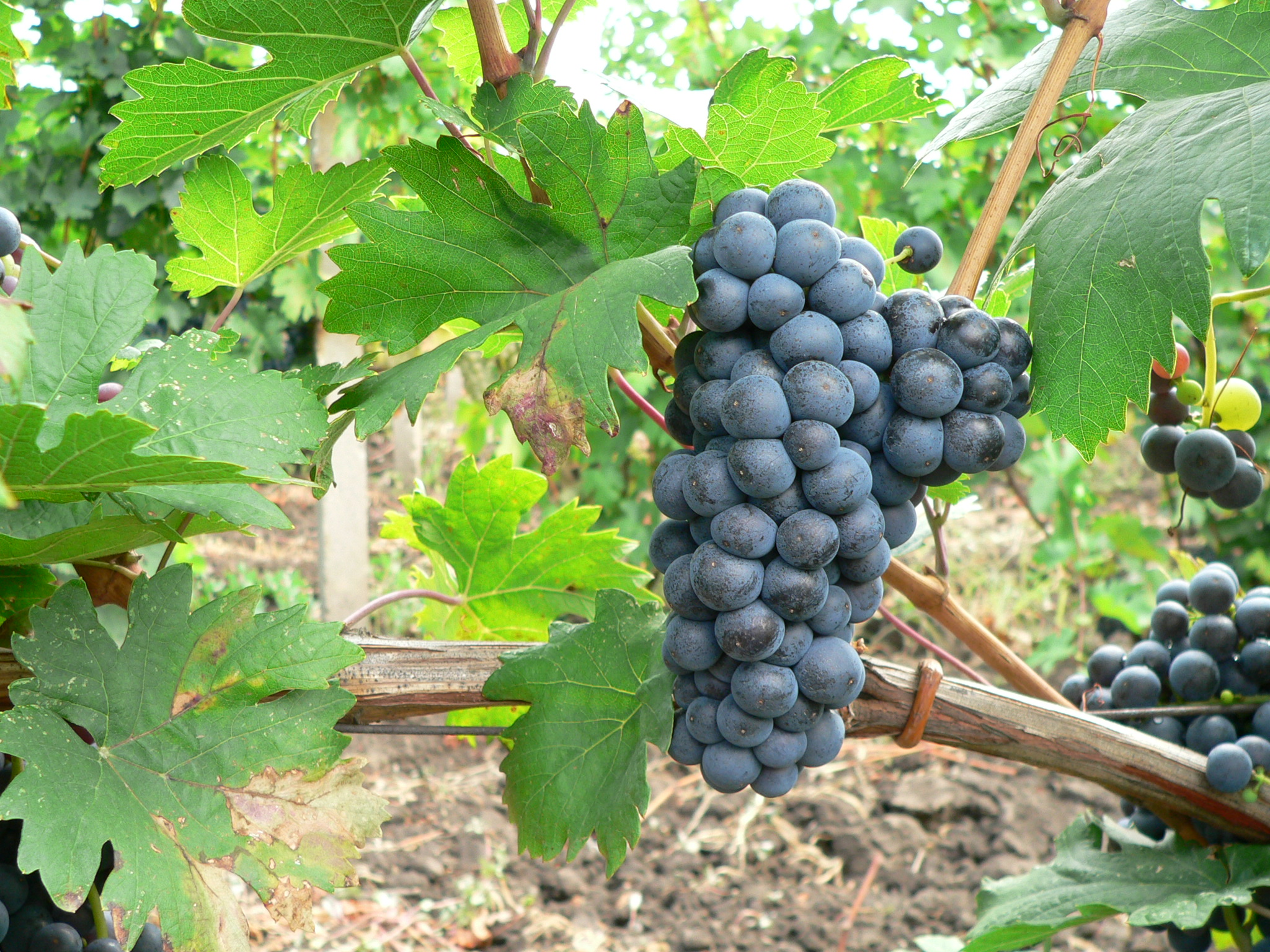
Feteasca neagră — soi românesc de struguri

Feteasca neagră este un vechi soi de struguri, cu boabe negre, originar din România. Soiul este cultivat în România pe o suprafață de 2971,90 ha (în 2017) și în Republica Moldova. 
Soiul este cunoscut și cu următoarele sinonime: Coada rândunicii, Păsărească neagră, Poama fetei neagră (RO/MD), Fetyaska cernaia (RUS), Fekete leányka (HUN), Schwarze Mädchentraube (DE).
Vinul are tente rubinii și o aromă de fructe de pădure, vișine, prune uscate, stafide negre, este ușor condimentat, amintind de scorțișoară, piper, ienibahar sau vanilie, și este mai bogat și mai fin odată cu învechirea.
În 2022 vinul Negre 2017, un cupaj de Fetească neagră (51%) și Băbească neagră, produs în podgoria Valul lui Traian (Tigheci, Leova), a fost desemnat cel mai bun vin roșu din lume.